# Sasha Marianna Salzmann

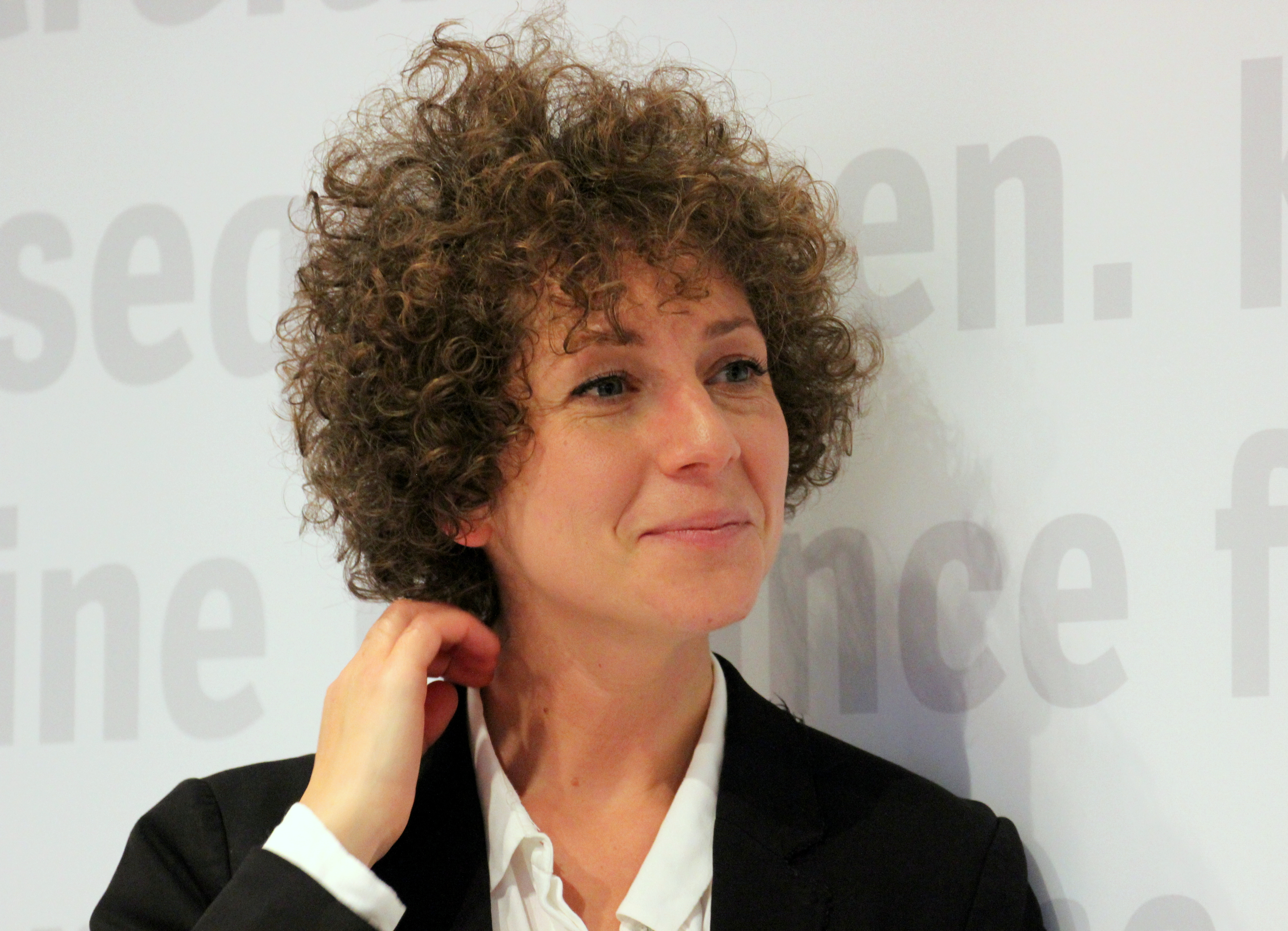
Sasha Marianna Salzmann auf der Frankfurter Buchmesse 2017

Sasha Marianna Salzmann (auch Marianna Salzmann; geb. 21. August 1985 in Wolgograd, Sowjetunion) ist eine nichtbinäre deutsche Dramatikerin, Essayistin, Kuratorin und Romanautorin. Sie ist Hausautorin am Maxim-Gorki-Theater Berlin und leitete dort von 2013 bis 2015 die Studiobühne.

## Leben
Marianna Salzmann wuchs in Moskau auf. Im Alter von zehn Jahren emigrierte Salzmann 1995 mit ihrer Familie als jüdischer Kontingentflüchtling nach Deutschland. Ab 2005 studierte Salzmann Literatur, Theater und Medien an der Universität Hildesheim und ab 2008 Szenisches Schreiben an der Universität der Künste Berlin.
2002 gründete Salzmann das Kultur- und Gesellschaftsmagazin freitext (zusammen mit Deniz Utlu und anderen); bis 2013 war sie Mitherausgeberin und Redakteurin.

## Persönliches
Als Jugendliche nahm Salzmann den Vornamen Sasha an, als ihr Urgroßvater gleichen Namens starb.
In einem Artikel zur Pride Week 2016 erklärte sich Salzmann als queer; 2020 beschrieb sie ihre Geschlechtsidentität als genderfluid (nichtbinär). Auf der eigenen Website nutzt Salzmann bei Berufsbezeichnungen das Gendersternchen („Mitherausgeber*in, Hausautor*in“); das macht auch das Maxim-Gorki-Theater („Autor*in, Essayist*in, Theatermacher*in und Kurator*in“) und verwendet das geschlechtsneutrale Doppelpronomen mit Sternchen: sie*er.
Mitte 2018 antwortete Salzmann auf die Frage nach gendergerechter Sprache: „Der Diskurs um sogenannte geschlechtergerechte Sprache ist ein Diskurs um Machthegemonien: Wir haben das dritte Geschlecht anerkannt (mal wieder), und die Ausbeutung der Frau wird langsam zum Mainstream-Thema (mal wieder) – warum glaubt man, auf dem Feld der Sprache all diese Entwicklungen ignorieren zu können? Marginalisierte gehören in der Sprache abgebildet. Auch im Schriftbild. Sprache ist unser aller Spiegel, sie zeigt, wer wir sein wollen und wie wir zueinander stehen“ (siehe auch Gendern im Literaturbetrieb).

## Wirken am Theater
Während des Studiums in Berlin gewann Salzmanns erstes abendfüllendes Theaterstück Weißbrotmusik 2009 den Exil-DramatikerInnenpreis der Wiener Wortstaetten. Nach dem Abschluss ihres Studiums des Szenischen Schreibens gründete Salzmann zusammen mit Maxi Obexer das Neue  Institut für Dramatisches Schreiben.
2012 wurde Salzmann für das Stück Muttermale Fenster Blau mit dem Kleist-Förderpreis für junge Dramatiker ausgezeichnet. Salzmanns Abschlussstück an der Universität der Künste Muttersprache Mameloschn wurde 2013 als bestes neues Stück des Jahres mit dem Mülheimer Publikumspreis geehrt.
Seit 2013 wurde Salzmann Hausautorin des Maxim-Gorki-Theaters Berlin. Als Kopf der freien Künstlergruppe Conflict Zone Arts Asylum leitete sie dort das „Studio Я“. Der Theaterkritiker Dirk Pilz meinte 2014 in der Berliner Zeitung: „Früher war das Maxim Gorki Theater ein Postmigranten-Theater, jetzt ist es ein Desintegrations-Theater. Desintegration bedeutet: Ich mache nicht mit. Es bedeutet aber gerade nicht: Ich halte mich raus.“ Stefan Grund schrieb 2015 in Die Welt: „Das Maxim-Gorki-Theater ist das ‚Theater des Jahres‘. Das liegt auch an Marianna Salzmann, die dort die spannendste Experimentierbühne Deutschlands leitet […] das ‚Studio Ya‘ (der letzte Buchstabe im kyrillischen Alphabet und das russische Wort für ‚ich‘)“. 2016 besprach die Theaterzeitschrift Die Deutsche Bühne die vier Köpfe der Saison 2015/16 im Schauspiel: „Salzmann ist mit ihrem sensiblen Blick auf eine brutale Gegenwart und ihren biographischen Blicken zurück vielleicht die deutschsprachige Theaterautorin der Stunde.“
Zusammen mit Max Czollek initiierte Salzmann 2016 den Desintegrationskongress und 2017 die Radikalen Jüdischen Kulturtage, zwei soziale Plastiken, in denen sich internationale Künstlerinnen und Künstler mit Fragen zeitgenössischer jüdischer Identität beschäftigten. Salzmann war Co-Kuratorin des Programms und inszenierte selbst Die Geschichte vom Leben und Sterben des neuen Juppi Ja Jey Juden, einen Theatermonolog von Sivan Ben Yishai.
Ihr 2022 mit dem Hermann-Hesse-Literaturpreis ausgezeichneter Roman Im Menschen muss alles herrlich sein wird in einer Theaterfassung, die von Salzmann selbst erstellt wurde, am 27. Oktober 2022 am Hamburger Thalia-Theater von Regisseur Hakan Savaş Mican uraufgeführt und in einer weiteren Premiere im November am Theater Magdeburg in der Regie von Alice Buddeberg gespielt.
Zusammen mit dem Musiktheater-Kollektiv forteblau entwickelte Salzmann Projekte für Gehörlose, Schwerhörende und Hörende.

## Prosawerk
Während des Aufenthaltes in Istanbul 2012/2013 als Stipendiat*in der deutschen Kulturakademie Tarabya begann Salzmann mit der Arbeit an deren ersten Roman, den Salzmann in den Folgejahren während regelmäßiger Türkeiaufenthalte beendete. 2017 erschien der Roman Außer sich, er handelt von einem Zwillingspaar, das erst in einer kleinen Zweizimmerwohnung im Moskau der Postsowjetjahre und dann in einem Asylbewerberheim in der westdeutschen Provinz aufwächst. Das Romandebüt erzählt gleichzeitig eine jüdische Familiengeschichte über vier Generationen und springt dabei durch die Geschichte des 20. Jahrhunderts – von Wolgograd nach Moskau, nach Czernowitz, Almaty und Grosny und dann über Berlin und die deutsche Provinz nach Istanbul, Odessa und zurück. Die erzählerische Herausforderung bestand für Salzmann darin, weder eine lineare noch eine zielgerichtete Geschichte zu erzählen und dabei deren Plausibilität und inneren Aufbau nicht aufzugeben.
Salzmann erhielt für ihr Romandebüt den Literaturpreis der Jürgen Ponto-Stiftung 2017. Die Jury würdigte das Werk als „gewagte wie gelungene Gratwanderung zwischen kulturellen und geschlechtlichen Identitäten“ und als „ein facettenreiches Generationspanorama von der Sowjetunion im 20. Jahrhundert bis ins Europa der Gegenwart“. Im selben Jahr stand Außer sich auf der Shortlist des Deutschen Buchpreises. 2018 folgte der Mara-Cassens-Preis für das „in tiefster Weise provozierende Romandebüt“. Außer sich wurde in 15 Sprachen übersetzt (Stand: Ende 2021).
Salzmanns zweiter Roman Im Menschen muss alles herrlich sein erschien im September 2021. Der Roman handelt von zwei Müttern und zwei Töchtern. Ort der Handlung sind die Sowjetunion in den 1970er bis 90er Jahren und das heutige Berlin. Wolfgang Schneider schrieb im Tagesspiegel: „Das Gelungene des Romans sind die detailsatt erzählten biographischen Linien. Offenbar liegt das Epische Salzmann mehr als das Dramatische. Zu loben ist die sinnlich konkrete Sprache, die der Fülle der Eindrücke und Gefühle jederzeit gerecht wird. Eigenwillige, allegorisch aufgeladene Bilder kehren wieder und prägen sich ein“. Der Roman stand auf der Longlist für den Deutschen Buchpreis 2021.
Zu deren Vorbildern zählt Salzmann die US-amerikanische Schriftstellerin Toni Morrison.
Salzmanns literarischen Werke wurden unter anderem ins Bulgarische, Englische, Dänische, Französische, Hebräische, Italienische, Neugriechische, Niederländische, Polnische, Portugiesische, Schwedische, Spanische und Ungarische übersetzt.

## Werke

### Romane
- 2017: Außer sich. Roman. Suhrkamp, Berlin 2017, ISBN 978-3-518-42762-0.
- 2021: Im Menschen muss alles herrlich sein. Suhrkamp, Berlin 2021, ISBN 978-3-518-43010-1.

### Briefwechsel
- 2024: mit Ofer Waldman: Gleichzeit: Briefe zwischen Israel und Europa. Das berührende Zeugnis einer Freundschaft in der Welt nach dem 7. Oktober 2023. Suhrkamp Verlag, ISBN 978-3-518-78013-8.

### Essays (Auswahl)
- 2019: Sichtbar. In: Fatma Aydemir, Hengameh Yaghoobifarah (Hrsg.): Eure Heimat ist unser Albtraum. Ullstein, Berlin 2019, ISBN 978-3-96101-036-3.

### Theater
- 2011: Weißbrotmusik. Verlag der Autoren, Frankfurt am Main 2011, ISBN 978-3-88661-340-3 (bereits 2009 am Berliner Arbeiter-Theater BAT).
- 2011: Massensterben der Möglichkeiten. Deutsches Theater Berlin.
- 2011: mit Deniz Utlu: Tod eines Superhelden. Ballhaus Naunynstraße, Berlin.
- 2011: Weltrettungsauftrag. Eisfabrik, Hannover.
- 2011: SATT. Verlag der Autoren, Frankfurt am Main 2011, ISBN 978-3-88661-340-3 (Bayerisches Staatsschauspiel).
- 2011: Muttersprache Mameloschn. Verlag der Autoren, Frankfurt am Main 2011, ISBN 978-3-88661-359-5.[27] Uraufführung am 9. September 2012 im Deutschen Theater Berlin.
- 2012: Muttermale Fenster Blau. Verlag der Autoren, Frankfurt am Main 2012 (Staatstheater Karlsruhe).
- 2012: zusammen mit Deniz Utlu: Fahrräder könnten eine Rolle spielen. Verlag der Autoren, Frankfurt am Main 2012 (Ballhaus Naunynstraße, Berlin).
- 2014: Wir Zöpfe. In: Theater heute. Dezember 2014 (vollständiger Text in der Beilage); Maxim-Gorki-Theater, entstanden im Rahmen der Literaturwerkstatt Rauş – Neue deutsche Stücke in Zusammenarbeit mit dem Ballhaus Naunynstraße.[23]
- 2024: Danja, mein dementes Jahrhundert. In: Theater heute. Oktober 2024 (vollständiger Text in der Beilage); entstanden im Auftrag der Salzburger Festspiele 2024. Uraufführung am 17. August 2024 in einer szenischen Lesung im Mozarteum Salzburg.[28]

## Auszeichnungen
- 2002: Stipendiatin Literatur Labor Wolfenbüttel
- 2009: Exil-DramatikerInnenpreis der Wiener Wortstaetten für Weißbrotmusik[3]
- 2012: Kleist-Förderpreis  für Muttermale Fenster blau[3]
- 2013: Publikumspreis bei den Mülheimer Theatertagen für Muttersprache Mameloschn[12][3]
- 2017: Literaturpreis der Jürgen Ponto-Stiftung für Außer sich (Debütroman)[22][3]
- 2017: Nominierung zum Deutschen Buchpreis mit Außer sich (Shortlist)[3]
- 2017: Nominierung zum aspekte-Literaturpreis mit Außer sich (Finalist)[3]
- 2017: Mara-Cassens-Preis für Außer sich[3]
- 2018: Nestroy-Theaterpreis für Muttersprache Mameloschn (beste Off-Produktion, Theater Nestroyhof Hamakom)[3]
- 2019: Nominierung zum italienischen Literaturpreis Premio Strega für Außer sich[3]
- 2019: Kunstpreis Berlin in der Sparte Darstellende Künste[3]
- 2021: Nominierung zum Deutschen Buchpreis mit Im Menschen muss alles herrlich sein (Longlist)[3]
- 2022: Preis der Literaturhäuser
- 2022: Hermann-Hesse-Literaturpreis für Im Menschen muss alles herrlich sein[29]
- 2023: Mitglied der Akademie der Wissenschaften und der Literatur[30]
- 2024: Kleist-Preis[31]
- 2024: Ludwig-Mülheims-Theaterpreis[32]